# Children of the Corn: Runaway
『Children of the Corn: Runaway』（チルドレン・オブ・ザ・コーン ランナウェイ）は、2018年にビデオスルーされたディメンション・フィルムズ製作のホラー映画である。『ザ・チャイルド:悪魔の起源』の続編であり、『チルドレン・オブ・ザ・コーン』シリーズの9作目にあたる。日本未公開。

## ストーリー
10年前、妊娠中であるルースはアメリカ中西部の田舎町でカルト教団を組織する子供たちに殺されかける。命からがら逃げ切ることができたルースではあったが、再び襲われることを危惧し、素性を隠して日々を過ごしていた。そして現在。10歳になった息子とオクラホマの町へとやってきたルースではあったが、そこでまたも命を狙われることに。ルースは決意する。息子を守るため、邪悪に立ち向かうことを。

## キャスト
- ルース：マーシ・ミラー（英語版）
- アーロン：ジェイク・ライアン・スコット
- 少女：サラ・ムーア
- サラ：メアリー・キャサリン・ブライアント
- カール：リン・アンドリュース3世
- ラリー：ケヴィン・ハーベイ
- ドーキンス夫人：ダイアン・アヤラ・ゴールドナー（英語版）
- デイブ：エリック・スターキー

## スタッフ
- 監督：ジョン・ギャラガー
- 脚本：ジョエル・ソワソン（英語版）
- 原作：スティーヴン・キング
- 製作総指揮：デヴィッド・グラッサー、ボブ・ワインスタイン
- 製作：マイケル・リーヒ
- 音楽：フィリップ・ギフィン
- 撮影：サミュエル・カルバン
- 編集：ジョン・ギャラガー